# Józef Kłopotowski
Józef Kłopotowski (ur. 1900 w Kłopotach-Bańkach, zm. 15 lipca 1943 w Buchwałowie) – polski nauczyciel, żołnierz Armii Krajowej pseudonim "Róg". 
W 1926 ukończył Studium Nauczycielskie w Białymstoku i objął stanowisko kierownik Szkoły Podstawowej w Jacowlanach. Dzięki jego zaangażowaniu w 1928 rozpoczęto budowę nowego budynku szkolnego, ponownie wybrukowano drogę przez wieś, zainicjował powstanie Kółka Rolniczego i Koła Gospodyń Wiejskich. Przyczynił się do powstania mleczarni i Ochotniczej Straży Pożarnej, założył i był komendantem Związku Strzeleckiego i Związku Harcerzy Polskich w Jacowlanach. Przed wybuchem wojny został zmobilizowany i walczył m.in. pod Kockiem. Po powrocie pracował jako księgowy w cegielni Kazimierza Czyżewskiego. Do konspiracji w szeregach Armii Krajowej przystąpił po zajęciu tych terenów przez III Rzeszę, po przejściu Witalisa Brzeskiego "Sochy" do Kierownictwa Okręgu AK Białystok został wybrany na komendanta obwodu sokólskiego AK. Wszedł w zatarg z okupacyjnym starostą sokólskim, który chciał budynek szkolny rozebrać, a cegłę przeznaczyć na budowę stajni. Znalazł się na indeksie władz i gdy komendant Policji Bezpieczeństwa i SD na Okręg Białostocki, Herbert Zimmerman Obersturmbanfurer SS wydał rozkaz aresztowania i rozstrzelania miejscowej inteligencji Józef Kłopotowski został wyznaczony jako jeden z pierwszych.. Rozstrzelany wraz z rodziną (Józef Kłopotowski lat 43; żona Zofia lat 37; syn Tadeusz Józef lat 15; syn Roland Stanisław lat 4) i kilkunastoma innymi osobami 15 lipca 1943 roku w Buchwałowie (obecnie dzielnica Sokółki), gdzie znajduje się pomnik z tablicą pamiątkową. Ekshumacja pomordowanych nastąpiła 16 sierpnia 1944 roku na cmentarz w Sokółce.